# Пермякова Світлана Юріївна
Світлана Юріївна Пермякова (рос. Светлана Юрьевна Пермякова; народ. 17 лютого 1972, Перм, РРФСР) — російська актриса театру і кіно,  учасниця команди КВН «Парма» (Пермський край), ді-джей «Піонер ФМ».

## Біографія
Закінчила Пермський державний інститут мистецтва та культури в 1994-му. З 1992 по 2005 рік — акторка Пермського ТЮГу. Паралельно активно грала в міських командах КВН (укр. КВК). З 2000 грає в Збірній Пермі «Парма». З 2002 року грає у Вищій Лізі. Образ простакуватої ПТУшниці Свєтки в парі з Жанною «Жанкой» Кадніковою вивів її в еліту КВНу і прославив на весь колишній Радянський Союз. У грудні 2004 року команда «Парма» виходить у фінал, але програє Збірній П'ятигорська. З кінця 2005 року Світлана Пермякова починає працювати на радіо. Виконавиця головної жіночої ролі коханої Чонкіна Нюрки у виставі «Чонкін» Пермського ТЮГу. Спектакль «Чонкін» поставлений театром за мотивами повісті Володимира Войновича «Життя і незвичайні пригоди солдата Івана Чонкіна»). Виконавиця ролі прапорщика Топалової в 12-16 сезонах телесеріалу «Солдати».
- 1979 р. — Пішла в перший клас середньої загальноосвітньої школи № 8, мікрорайон Нагорний, Індустріальний район, м. Перм.
- 1989 р. — Вступила в Пермський державний інститут культури.
- 1993 р. — Зарахована в трупу Лисьвенського драматичного театру.
- 17 лютого 1994 р. — дебют, перша роль, Ольга (Н. Коляда «Мурлін Мурло»).
- 1997 р. — Вступила у Пермський ТЮГ.
- 1999 р. — Народився дует «Фанатки», відоміший як «Жанка і Свєтка».
- 2000 р. — 2006 р. — Участь у КВК.
- 2003 р. — володар «Великого КІВІНа», Юрмала.
- 2004 р. — 2005 р. — гастролі по Росії, ближньому і далекому зарубіжжю.
- 2006 р. — Робота на Російському Радіо.
- 2006 р. — 2007 р. — робота на каналі RU TV.
- 2007 - Роль у серіалі «Солдати» (прапорщик, потім старший прапорщик Топалова Жанна Семенівна).
- 2008 р. — виходить заміж.
- 2008 р. — невдалий шлюб закінчується розлученням.
- 2008 р. — виходить антрепризна вистава на сцені Будинку Актора «Біс у ребро» реж. І. Міхєєчева. Роль Віри.
- 2010 р. — роль у серіалі «Інтерни» — старша медсестра Скрябіна Любов Михайлівна.
- 2010 р. — радіоведуча Радіо «Піонер».
- 2010 р. — виходить спектакль "Розкішне весілля". реж. В. Устюгов, роль Джуді, Лекур.

## Фільмографія
- 2007 — «Солдати 12» — Прапорщик Топалова
- 2007 — «Солдати 13» — Прапорщик Топалова
- 2008 — «Солдати 14» — Старший прапорщик Топалова
- 2008 — «Солдати 15» — Старший прапорщик Топалова
- 2008 — «Щасливі разом» — Міла
- 2008 — «Шалений янгол» — Люся
- 2009 — «Петрівка-38 (багатосерійний фільм)» — Люба
- 2009 — «Солдати 16» — Старший прапорщик Топалова
- 2010 — «Інтерни» — старша медсестра Скрябіна Любов Михайлівна
- 2010 — «Все по-нашому» — Маргарита Суханкіна
- 2010 — «Одна за всіх» — сестра Люби Горохової